# Purge (film, 2012)
Pour les articles homonymes, voir Purge.
Pour plus de détails, voir Fiche technique et Distribution.
Purge (Puhdistus) est un film finlandais réalisé par Antti Jokinen, sorti en 2012. Il s'agit de l'adaptation cinématographique du roman "Purge" de l'autrice Sofia Oksanen.

## Synopsis
Aliide Truu vit dans une région reculée d'Estonie. Un jour, elle découvre Zara, la petite-fille de sa sœur à l'extérieur de sa maison. Celle-ci a échappé à un réseau de proxénètes russes.

## Fiche technique
- Titre : Purge
- Titre original : Puhdistus
- Réalisation : Antti Jokinen
- Scénario : Marko Leino et Antti Jokinen d'après le roman Purge de Sofi Oksanen
- Musique : Tuomas Kantelinen
- Photographie : Rauno Ronkainen
- Montage : Kimmo Taavila
- Production : Jukka Helle, Markus Selin et Kristian Taska
- Société de production : Solar Films et Taska Film
- Société de distribution : Nordisk Film (Finlande), Metrodome Distribution (États-Unis)
- Pays :  Finlande et  Estonie
- Genre : Policier et drame
- Durée : 125 minutes
- Dates de sortie : 
  -  Finlande : 7 septembre 2012

## Distribution
- Laura Birn : Aliide jeune
- Liisi Tandefelt : Aliide âgée
- Amanda Pilke : Zara
- Peter Franzén : Hans
- Kristjan Sarv : Pasa
- Krista Kosonen : Ingel
- Tommi Korpela : Martin
- Sonja Nüganen : Linda

## Distinctions
En 2013, le film a été nommé pour 8 Jussis et en a remporté 5 : Meilleure actrice pour Laura Birn, Meilleur second rôle féminin pour Liisi Tandefelt, Meilleure photographie, Meilleur son et Meilleurs maquillages.